# Obszar (matematyka)

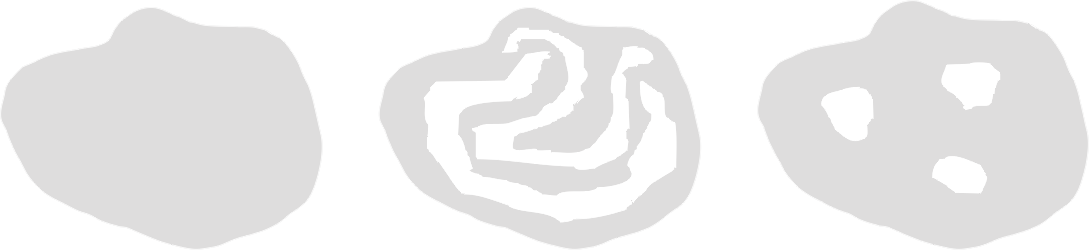
Od lewej: obszar jednospójny, obszar trzyspójny, obszar czterospójny

Obszar – zbiór otwarty i spójny w przestrzeni euklidesowej lub ogólniej w przestrzeni topologicznej.
Obszar domknięty to domknięcie {\displaystyle {\overline {\mathfrak {O}}}} obszaru (otwartego) {\displaystyle {\mathfrak {O}}}. 
Zbiór domknięty {\displaystyle \mathrm {Fr} \,{\mathfrak {O}}={\overline {\mathfrak {O}}}\setminus {\mathfrak {O}}} nazywa się brzegiem obszaru {\displaystyle {\mathfrak {O}}.} Punkty {\displaystyle X\in {\mathfrak {O}}} nazywane są punktami wewnętrznymi obszaru {\displaystyle {\mathfrak {O}},}  a także punktami wewnętrznymi obszaru domkniętego {\displaystyle {\overline {\mathfrak {O}}}.} Punkty {\displaystyle X\in \mathrm {Fr} \,{\mathfrak {O}}} nazywane są punktami brzegowymi obszaru {\displaystyle {\mathfrak {O}},} a także punktami brzegowymi obszaru domkniętego {\displaystyle {\overline {\mathfrak {O}}}}.
Pojęcia te mają podstawowe znaczenie w analizie zespolonej. Przykładami obszarów na płaszczyźnie zespolonej są: cała płaszczyzna, wnętrze kąta, koło otwarte (bez brzegu), prostokąt otwarty (bez brzegu). W szczególności obszarem jest też każdy zbiór otwarty, którego brzeg można opisać krzywą Jordana.
Obszar {\displaystyle {\mathfrak {O}}\subset \mathbb {C} } nazywa się obszarem jednospójnym, jeśli każdą zawartą w nim pętlę można w sposób ciągły zdeformować do punktu, pozostając cały czas w obszarze (pętla jest w {\displaystyle {\mathfrak {O}}} ściągalna do punktu). Brzeg takiego obszaru ma wtedy jedną składową spójności. Ogólniej, brzeg obszaru może mieć {\displaystyle k} składowych, gdzie {\displaystyle 0\leqslant k\leqslant \infty .} Jeśli {\displaystyle k>1,} to obszar nazywa się obszarem wielospójnym. Liczba {\displaystyle k} jest nazywana rzędem spójności. Jeśli {\displaystyle k=2,} obszar jest nazywany obszarem dwuspójnym, jeśli {\displaystyle k=3} – obszarem trzyspójnym itd. Jeśli {\displaystyle k<\infty ,} to obszar nazywamy obszarem skończeniespójnym, a jeśli {\displaystyle k=\infty } – obszarem nieskończeniespójnym.

## Przykłady

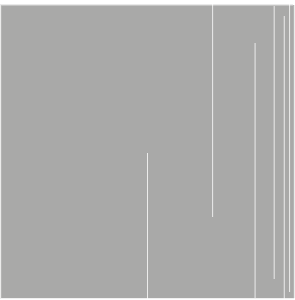
Przykład obszaru, którego brzeg zawiera punkty niedostępne

- Na prostej {\displaystyle \mathbb {R} =\mathbb {R} ^{1}} obszarami są przedziały liczbowe. Brzeg takiego obszaru jest zawsze zbiorem co najwyżej dwupunktowym[5].
- Obszar nieskończeniespójny można uzyskać, usuwając z koła otwartego o promieniu 2 rozłączne koła domknięte o promieniach {\displaystyle 1,{\frac {1}{4}},{\frac {1}{4^{2}}},\dots ,{\frac {1}{4^{n}}},\dots } Brzeg tego obszaru jest sumą mnogościową okręgu koła o promieniu 2 i okręgów ograniczających usunięte koła.
- Obszar jednospójny {\displaystyle {\mathfrak {O}}} może mieć dość skomplikowany brzeg, zawierający punkty niedostępne w następującym sensie: nie istnieje krzywa ciągła {\displaystyle f\colon \langle a;b\rangle \rightarrow {\overline {\mathfrak {O}}},} gdzie {\displaystyle \langle a;b\rangle } jest przedziałem domkniętym na osi rzeczywistej, taka że obrazy wszystkich punktów przedziału, poza punktem {\displaystyle X=f(b)} (należącym do brzegu {\displaystyle {\mathfrak {O}}}), należą do obszaru {\displaystyle {\mathfrak {O}}.} Takimi punktami będą na przykład punkty prawego boku kwadratu na rysunku obok, z którego usunięto odcinki wychodzące prostopadle naprzemiennie z dolnego i górnego boku tego kwadratu, zbliżające się do prawego boku i o długościach dążących do długości boku kwadratu[6].
- Każde dwa punkty obszaru położonego w płaszczyźnie zespolonej dają się połączyć łamaną.

Niech będzie obszarem. Dla każdego {\displaystyle X\in {\mathfrak {O}}} niech {\displaystyle {\mathfrak {F}}_{X}} będzie zbiorem tych punktów obszaru {\displaystyle {\mathfrak {O}},} które dadzą się połączyć z {\displaystyle X} łamaną. Dla każdego {\displaystyle X\in {\mathfrak {O}}} zbiór {\displaystyle {\mathfrak {F}}_{X}} jest zbiorem otwartym, bo jeśli {\displaystyle A\in {\mathfrak {F}}_{X},} to z punktem {\displaystyle X} można połączyć łamaną każdy punkt kuli {\displaystyle k(A,r)\subset {\mathfrak {O}}.} Z drugiej strony zbiór:
{\displaystyle {\mathfrak {O}}\setminus {\mathfrak {F}}_{X}=\bigcup _{Y\in {\mathfrak {O}}\setminus {\mathfrak {F}}_{X}}{\mathfrak {F}}_{Y}}
jest również zbiorem otwartym, a zatem ze względu na spójność zbioru {\displaystyle {\mathfrak {O}}} zbiór {\displaystyle {\mathfrak {O}}\setminus {\mathfrak {F}}_{X}=\varnothing ,} czyli {\displaystyle {\mathfrak {F}}_{X}={\mathfrak {O}}}.
- Własność ta jest spełniona dla obszarów w przestrzeni euklidesowej {\displaystyle \mathbb {R} ^{n},n\geqslant 1} oraz dla obszarów przestrzeni zespolonej {\displaystyle \mathbb {C} ^{n},n\geqslant 1,} przy czym istnieje wtedy łamana łącząca dwa punkty obszaru składająca się ze skończonej liczby odcinków[5].
- Powyższa własność jest również spełniona dla obszaru każdej topologicznej przestrzeni wektorowej.
- Każdy zbiór otwarty {\displaystyle {\mathfrak {O}}\subset \mathbb {C} } jest sumą obszarów, bo:

{\displaystyle {\mathfrak {O}}=\bigcup _{X\in {\mathfrak {O}}}{\mathfrak {F}}_{X}.}